# Охорона здоров'я в Башкортостані

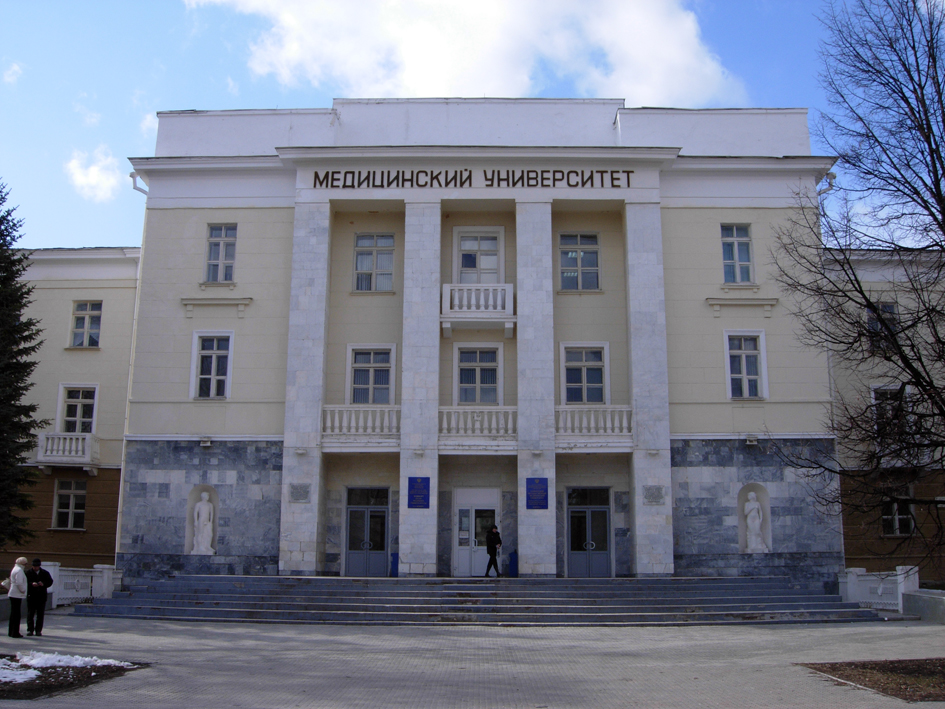
Башкирський медичний університет

Охорона здоров'я в Башкортостані — сукупність заходів політичного, економічного, правового, соціального, культурного, наукового, медичного, санітарно-гігієнічного та протиепідемічного характеру, спрямованих на збереження і зміцнення фізичного та психічного здоров'я жителів Республіки Башкортостан, надання їм медичної допомоги у випадку втрати здоров'я.

## Історія
Медичні установи з'явилися в Башкортостані в XVIII столітті при гірських заводах і при Башкирському війську. У містах Уфа, Бірськ і Стерлітамак відкрито лікарні.
Перші дві лікарських ділянки створені у 1819 році і включали Белебеєвський, Бірський і Мензелінський, Златоустівський, Стерлітамацький і Уфимський повіти.
У 1876 році в Уфі відкрита губернська земська лікарня. До 1913 року в Уфі були губернська земська лікарня, Психіатрична лікарня, Чижовська лікарня, лікарня для заразних хворих на 35 ліжок, пологовий будинок, очна лікарня, залізнична лікарня, тюремна лікарня, приймальні покої при 2 духовних училищах.
До 1919 році в республіці працювало 60 медичних установ, включаючи 2 госпіталі на 520 ліжок, 11 лікарень на 220 ліжок, 22 бараки для заразних хворих на 1045 ліжок, 3 амбулаторії, 21 фельдшерський пункт, зуболікарський кабінет, а також аптека і аптекарський магазин.
У 1924 році відбувся Перший Всебашкирский з'їзд уповноважених Республіканського Товариства Червоного Хреста.
В 30-ті роки в Баширській АРСР проводились заходи по ліквідації трахоми, малярії та зниження захворюваності населення на туберкульоз та венеричні захворювання.
У 1935 році на 1-ій Всебашкирській протималярійній нараді поставлено завдання ліквідації малярії в Башкирській АРСР. У 1937 відбулася 1-ша Всебашкирська обласна конференція по боротьбі з туберкульозом.
В Башкирській АРСР в 1938 році налічувалося 6050 лікарняних ліжок, 374 амбулаторії, 507 сестринських трахоматозних пунктів; діяли 88 медичних установ охорони материнства і дитинства на 590 ліжок для вагітних і породіль, 63 дит. консультації, 12 молочних кухонь.
Перед початком Другої світової війни загальна кількість лікарняних закладів становила182, лікарських амбулаторій, поліклінік установ, здоровпунктів — 413.
У роки війни Башкирська АРСР направила до лав діючої армії 490 лікарів і 817 середніх мед. працівників.
Медичне обслуговування в евакогосрпіталях Башкирмької АРССР проводили 340 лікарів та близько 1000 медичних сестер.
За період 1941—1945 років кількість лікарняних закладів у Башкирській АРСР збільшилася до 213, фельдшерських, фельдшерсько-акушерських та здоровпунктів — до 1219, лікарняних ліжок — до 11708. Чисельність лікарів до кінця війни склала 1163 особи, середніх медичних працівників — 5171 особа.
До 1960 року число лікарняних установ зросло до 346, лікарняних ліжок — до 21800 (62,9 на 10 тис. осіб). У 1968 році медичне обслуговування населення республіки проводилося в 375 ЛПУ. У 1971—1975 роках введено поліклінік на 138000 відвідувань, 7589 ліжок, побудована Республіканська дитяча клінічна лікарня. У 1963 році в Уфі на базі лікарні імені Г. Г. Куватова  відкрито одне з перших у СРСР відділення «Штучна нирка».
У 90-х роках в Республіці Башкортостан реалізуються республіканські цільові програми: «Безпечне материнство», «Діти-інваліди», «Вакцинопрофілактика» та ін. У 2001—2004 роках у Республіці Башкортостан введено в експлуатацію лікарняних закладів на 932 ліжка і амбулаторно-поліклінічних установ на 3620 відвідувань на добу. Побудований комплекс Всеросійського центру очної і пластичної хірургії, у 2002 році в Республіці Башкортостан відкрито діагностичний центр РКБ. З 2004 року створюються центри лабораторної, функціональної діагностики на базі багатопрофільних ЛПУ.

## Сучасний стан
З 2006 року в РБ діє національний проект «Здоров'я». Основними напрямками проекту є: зміцнення первинної медико-санітарної допомоги, діагностичної служби ЛПЗ, матеріально-технічної бази закладів швидкої допомоги, введення родових сертифікатів, розширення доступності високотехнологічних видів медичної допомоги.
У 2006 році в Республіці Башкортостан працювало 480 установ: 180 лікарняних (30588 ліжок), 209 амбулаторно-поликлинік (27680 відвідувань у зміну), 13 — охорони материнства і дитинства (1554 ліжок), 8 — швидкої мед. допомоги (з них станцій швидкої мед. допомоги — 4 і переливання крові — 4), 34 диспансеру (4596 ліжок), 22 санаторія (з них для дорослих — 3, для дітей — 19) на 3266 місць, 10 установ здоров'я особливого типу, 2 мед. центри, 2 центри гігієни і епідеміології.
Середньомісячна заробітна плата у сфері охорони здоров'я за 2012 рік становила 20,46 тис. рублів. Витрати бюджету Республіки Башкортостан на охорону здоров'я за 2012 рік склали 10174249 тис. рублів: у частині збільшення вартості основних засобів — 415325,4 тис. рублів, у частині поточних видатків — 9043112,4 тис. рублів.
В охороні здоров'я Республіки Башкортостан станом на 1 січня 2013 року функціонували 206 установ охорони здоров'я, з них 95 лікарняних закладів, 12 диспансерів, у тому числі 10 диспансерів з ліжками цілодобового перебування, 53 амбулаторно-поліклінічних заклади, 11 медичних організацій особливого типу (Центр медицини катастроф, Бюро судово-медичної експертизи, Медичний інформаційно-аналітичний центр, центри медичної профілактики
і т. д.) і 25 санаторно-курортних організацій.
У Башкортостані прийнята програма «Розвиток охорони здоров'я Республіки Башкортостан на 2013—2020 роки». Загальний обсяг фінансування Програми становить 647188257,9 тис. рублів. Завданнями програми є зниження смертності населення від усіх причин до 11,8 випадків на 1000 населення; зниження материнської смертності до 4,8 випадків на 100 тис. пологів, що завершилися народженням живих дітей; зниження дитячої смертності до 6,8 випадку на 1000 дітей, народжених живими; забезпеченість лікарями — 40,1 спеціаліста на 10 тис. населення; збільшення очікуваної тривалості життя при народженні до 74,2 років; співвідношення середньої заробітної плати лікарів та інших медичних працівників організацій, що мають вищу медичну (фармацевтичну) або іншу вищу професійну освіту, 8 надають медичні послуги (забезпечують надання медичних послуг), та середньої заробітної плати у Республіці Башкортостан до 2020 року — 200 %; співвідношення середньої заробітної плати середнього медичного (фармацевтичного) персоналу (персоналу, що забезпечує надання медичних послуг) та середньої заробітної плати у Республіці Башкортостан до 2020 року — 100 %.
Керівництво системою охорони здоров'я в Республіці Башкортостан здійснює Міністерство охорони здоров'я Республіки Башкортостан.

## Навчальні заклади
Медичних працівників у Башкортостані готують у Башкирському державному медичному університеті, у Салаватському медичному коледжі, Бірському медико-фармацевтичному коледжі, у Стерлітамацькому медичному коледжі та інших медичних коледжах республіки.
В Уфі працює Центр підвищення кваліфікації медпрацівників, де післядипломну освіту отримують близько 12 тисяч фахівців
середньої медичної та фармацевтичної ланки Республіки Башкортостан.